# دايل دوجلاس
دايل دوجلاس (بالإنجليزية: Dale Douglass)‏ هو لاعب غولف أمريكي، ولد في 5 مارس 1936 في ويوكا في الولايات المتحدة.

## وصلات خارجية
- دايل دوجلاس على موقع رابطة لاعبي الغولف المحترفين (الإنجليزية)